# هاياتو إيكيدا
هاياتو إيكيدا (باليابانية: 池田 勇人 إيكيدا هاياتو ) (3 ديسمبر 1899 - 13 أغسطس 1965) كان سياسي ياباني شغل منصب رئيس الوزراء الياباني لمرتين.

## روابط خارجية
- هاياتو إيكيدا على موقع الموسوعة البريطانية (الإنجليزية)
- هاياتو إيكيدا على موقع مونزينجر (الألمانية)